# Udo Steinke
Udo Steinke (ur. 3 maja 1942 w Łodzi, zm. 12 października 1999 w Berlinie) – pisarz niemiecki.
Udo Steinke urodził się w Łodzi. Dorastał w NRD. W 1968 uciekł do Niemiec Zachodnich, gdzie pracował jako dziennikarz i kierownik reklamy w Instytucie Goethego w Monachium oraz później również jako redaktor naczelny gazety dla nauczycieli "Gimnazjum w Bawarii" (de. Das Gymnasium in Bayern).
Przełom literacki w jego karierze nastąpił w 1980, kiedy pojawiła się jego nowela Ich kannte Talmann, która została nagrodzona Bawarską Nagrodą Literacką. Do śmierci w 1999 ukazało się jeszcze 6 kolejnych książek. Często powracającym tematem w jego książkach jest podział Niemiec, jak np. w Doppeldeutsch. Steinke przyjaźnił się między innymi z Heinrichem Böllem, Willy Brandtem, Hansem-Dietrichem Genscherem.
Instytut Steinkego w Bonn, którego współzałożycielką była wdowa po zmarłym pisarzu, zajmuje się literacką spuścizną Steinkego. Instytut przechowuje archiwa związane z pisarzem (pisma, korespondencję itp.), organizuje wieczory autorskie i jest jednocześnie szkołą języka niemieckiego dla zagranicznych kandydatów na studia.

## Dzieła
- Ich kannte Talmann, DTV 1980, ISBN 3-423-06305-X
- Horsky, Leo oder Die Dankbarkeit der Mörder, Ullstein 1982, ISBN 3-550-06474-8
- Die Buggenraths, DTV 1985, ISBN 3-423-06357-2
- Manns Räuschlein, Ullstein 1985, ISBN 3-550-06392-X
- Doppeldeutsch, Schneekluth 1984, ISBN 3-7951-0879-9